# Chestnut (película)
Chestnut es una película estadounidense del 2004, protagonizada por Makenzie Vega, Abigail Breslin, Christine Tucci, Justin Louis, Barry Bostwick, Irene Olga López, Ethan Phillips y Maurice Godin. Estuvo dirigida por Robert Vince.

## Sinopsis
La película comienza cuando dos hermanas huérfanas, Sal (Makenzie Vega) y Ray (Abigail Breslin), ven que de una camioneta dos hombres sacan a un gran danés cachorro y lo abandonan en la carretera. Las niñas deciden rescatarlo y llevárselo al orfanato católico para niñas donde viven. 
En el orfanato no permiten perros, así que las niñas ocultan al cachorro primero bajo el comedor y luego en uno de los cajones de la habitación, con las niñas distrayendo a las hermanas del orfanato para que no se den cuenta. Todas las demás niñas adoran al cachorro, al que Sal y Ray deciden llamar Chestnut (castaña).
Al día siguiente, Sal y Ray son llamadas a la oficina de la directora del orfanato, quien les da la noticia de que han sido adoptadas, causándoles gran alegría e ilusión, y luego nuevamente se llevan a escondidas a Chestnut y se despiden de sus amigas del orfanato para irse a vivir con una feliz pareja, Laura (Christine Tucci) y Matt Tomley (Justin Louis), quienes viven en Nueva York. Al principio ninguna de las dos les da suficiente confianza a los padres, sobre todo tras enterarse de que Matt es alérgico a los perros, y al llegar a su nueva casa, en un edificio de apartamentos, mantienen a Chestnut escondido bajo la cama con mantas y juguetes.
El cachorro va necesitando cada vez más atención, pero para eso deben ignorar de vez en cuando a sus dos padres adoptivos. Pero Laura y Matt no tienen tanto tiempo para cuidar de las niñas, así que contratan a un ama de llaves llamada Rosamaria (Irene Olga López), la cual comienza a notar que hay cosas fuera de lugar ocasionados por Chestnut. Al día siguiente, Rosamaria descubre al perro y les promete a las niñas que lo llevará al parque mientras ellas asisten a la escuela, y que lo mantendrá en secreto de sus padres.
Así pasa el tiempo, Chestnut deja atrás la etapa de cachorro y se convierte en un perro de gran tamaño, siéndoles casi imposible esconderlo de sus padres y de las personas del departamento, donde además también están prohibidos los animales. Pero una noche, Chestnut ahuyenta a dos ladrones que subían por la ventana con la intención de robar el apartamento, por lo que crea un desastre en la sala. Los padres de las niñas despiertan, alterados por el ruido. Ray esconde al perro y se echa la culpa, dispuesta a quedarse con él. Ray llama un día accidentalmente a Laura mamá, haciéndola emocionarse, y desde entonces tienen más confianza en los padres.
Días después, Los mismos ladrones, vestidos de meseros/camareros están dispuestos para aprovechar la boda de la sobrina del señor Thomas Trundle (Barry Bostwick), dueño del edificio de departamentos, para robar dinero. A dicha boda son también invitadas Sal, Ray y sus padres, mientras que Rosamaría disfraza a Chestnut para que nadie se percate de su presencia. Pero cuando Chestnut reconoce a los ladrones, los persigue por todo el salón destrozándolo todo a su paso (incluso, arrojando accidentalmente el pastel sobre la novia). El señor Trundle ve que Chestnut se dirige hacia Sal y Ray, dándose cuenta de que el perro es de ellas, así que con enfado les dice a los padres que saquen al perro o ellos se irán. 
Matt y Laura deciden que ellos se irían a otro departamento, aceptando que aunque nunca tuvieron la oportunidad de conocer a Chestnut, es parte de la familia y que les darían la noticia a las niñas en la mañana. Sin embargo, como Sal no sabe esta noticia, ella se niega a dejar ir a su perro, por lo que se levanta temprano, se viste, toma su mochila y se va con Chestnut del departamento. Un rato después Ray se despierta, y asustada por la ausencia de su hermana, grita que desapareció y comienza a llorar. La policía comienza a investigar, pero Sal y Chestnut se han escondido bajo un puente. Ray aprovecha que su madre está distraída y sale de casa, con el portero en un carruaje, hacia el parque.
Ray sube en un escenario donde antes habían jugado ellas, y comienza a hablar aprovechando el eco. Le pide a Sal que vuelva, y le comenta que traía zapatos normales (ya que siempre utilizaba botas porque su madre real las usaba) y le avisa que el perro se puede quedar. Sin embargo, Sal duerme junto a Chestnut plácidamente y no logran oír el llanto de la menor. Ray comienza a llorar porque su hermana rompió la promesa de nunca dejarla sola, y vuelve a casa. Cuando unos policías se acercan al lugar donde están Sal y Chestnut, Sal despierta, y le lanza un juguete a Chestnut para que este no la siga cuando la policía la escolta hacia su hogar.
Las niñas se entristecen por la ausencia de su can. Mientras, los ladrones entran al departamento de Thomas Trundle, mientras él duerme. Chestnut reconoce a los ladrones y los sigue. Uno de ellos está dispuesto a matar al hombre, pero el perro lucha contra ellos y resulta herido en el intento. Son arrestados y Chestnut es enviado al veterinario, pero no parece reaccionar. Sal y Ray lloran a su lado, y finalmente se despierta mostrando que se está recuperando de su herida. Felices, lo abrazan y sus padres también se llenan de alegría por saber que Chestnut está bien.
Poco después, Thomas Trundle permite que en su línea de departamentos están oficialmente permitidos los animales, en especial los perros. Sal y Ray tienen una feliz familia junto a sus padres adoptivos, Matt y Laura, y junto a Chestnut, que es considerado un héroe.

## Reparto
- Abigail Breslin como Ray.
- Makenzie Vega como Sal.
- Barry Bostwick como Thomas Trundle.
- Christine Tucci como Laura Tomley.
- Justin Louis como Matt Tomley.
- Irene Olga López como Rosamaria.
- Ethan Phillips como Marty.
- Maurice Godin como Wesley.